# Oleg Alekszandrovics Sztrizsenov
Oleg Alekszandrovics Sztrizsenov (oroszul: Олег Александрович Стриженов; Blagovescsenszk, 1929. augusztus 10. – 2025. február 9.) szovjet-orosz színész. Az 1950-es évek közepétől mintegy másfél-két évtizedig a szovjet mozinézők első számú kedvence, a fiatal lányok bálványa volt.

## Pályája
Az Amur partján fekvő határvárosban, Blagovescsenszkben született, ahol katonatiszt apja szolgált. Családjuk az 1930-as évek közepén Moszkvába költözött, Oleg Sztrizsenov ott járt iskolába. Bátyja, Gleb példáját követve választotta a színészi pályát. A Vahtangov Színház mellett működő Scsukin Színiiskolában végezte tanulmányait és szerezte meg diplomáját 1953-ban. Először Tallinnba, az ottani Orosz Drámai Színház társulatához került, a következő szezonban a leningrádi Puskin Színházban lépett fel, majd 1957-ben Moszkvában a Filmszínészek Színházának tagja lett. 1966-tól tíz éven át a Moszkvai Művész Színház művésze volt (bár már korábban is ott lépett fel), 1976-tól újra a Filmszínészek Színházához tartozott.
Még a Tallinni színház művésze volt, amikor szerződtették a Lenfilm Stúdió produkciója, a Vihar Itália felett (A bögöly) főszerepére. A szőke, világos szemű, megnyerő külsejű Sztrizsenov fekete hajjal, olaszos temperamentummal játszotta a romantikus forradalmár, Artur szerepét és azonnal belopta magát a mozinézők szívébe. Az angol írónő, E. L. Voynich kalandos története után az amerikai író, Jack London izgalmas története következett, melynek mexikói forradalmár hősét, Riverát alakította A mexikói (1955) címszerepében. Bár a film a kritikusoknak nem tetszett, a nézők szimpátiáját elnyerte.
Harmadik filmjével, egyben harmadik főszerepével már nem csak hazájában, hanem külföldön, a Cannes-i Nemzetközi Filmfesztiválon is egyértelmű sikert aratott. A negyvenegyedik című polgárháborús filmben (1956, rendezője Grigorij Csuhraj) a vörösök fogságába esett fehérgárdista tisztet alakít, akit egy fiatal katonalány (Izolda Izvickaja) őrzésére bíztak; a különös helyzetben a lány beleszeret ellenségébe, de csak úgy tudja megakadályozni őt  küldetésének teljesítésében, hogy agyonlövi. Sztrizsenov fehérgárdistája művelt, kulturált, kellemes modorú férfi, akiről még néhány szakadt ruhadarabban is lerí finom származása. Ő ugyanúgy teljesíteni akarja vállalt feladatát, mint a lány a magáét: a tragikum a helyzetből, az egyéni érzelmek és a társadalommal szemben vállalt kötelesség összeütközéséből fakad.
A film sikere után Sztrizsenov újabb fehérgárdista szerepekre kapott felkéréseket, de azokat visszautasította. Ügyelt arra, nehogy „beskatulyázzák”, és hogy ne kelljen negatív hősöket játszania.
Állítólag Grigorij Csuhraj következő filmjének (Ballada a katonáról) főszerepét is rá akarta bízni, de a rendező egy forgatáson megsérült, és a felvételeket elhalasztották, közben pedig Sztrizsenov elfogadta egy másik rendező, Ivan Pirjev ajánlatát a Fehér éjszakákban az Álmodozó szerepére (partnere a még főiskolás, ebben a filmben debütáló Ljudmila Marcsenko volt). Újabb kosztümös szerepek, természetesen főszerepek következtek, most már orosz klasszikus művek adaptációiban: a Dosztojevszkij-regény mellett két Puskin-műben (A kapitány lánya Grinyov szerepében, a Pique Dame German szerepében), az 1960-as években Csehov A párbaj című kisregénye (Lajevszkij) és A három nővér című drámája (Tuzenbach) filmváltozatában. Sikeresen formálta meg a nagy orosz zeneszerző, Csajkovszkij alakját egy francia-szovjet koprodukcióban (Regényes élet, 1965).
Többnyire kalandos vagy romantikus történetekben, drámai szerepekben volt látható. Kortárs figurákat ritkábban játszott, közülük elsőként (Kezedben az élet, 1959) egy lakónegyedben fellelt lőszerraktár felszámolását irányító parancsnokot. Az Akit nem lehet elítélni című filmdrámában (1969) egy polgári repülőgép pilótáját, Jegorovot alakítja. Jegorov egy tizenhat évvel korábbi tragikus esemény szenvedő hőse, és története az egyik repülőútján váratlanul folytatódik: az utasok között van korábbi felesége, annak férjeként egykori barátja és saját, őt nem is ismerő fia. Sztrizsenov ezzel az alakítással a szovjet mozinézők szavazatai alapján az 1970-es év legjobb színésze lett.
Komikus szerepben alig volt látható. Jellemző, hogy vígjátékban először csak több mint tíz évvel pályakezdése után vállalt feladatot, az is rendhagyó volt: kettős szerepet alakított, ő volt a robot és annak tudós feltalálója egyszerre (Robertnek hívták).
Az 1970-es években csillaga már hanyatlóban volt. Arisztokratikusnak mondott alkatának megfelelő feladatot kapott Volkonszkij herceg (Boldogság tündöklő csillaga, 1974), illetve Golicin herceg (I. Péter ifjúsága, 1980) alakjának életre keltésével. Nézői sikere volt a Föld, poste restante háborús történetnek is, melyben szovjet felderítőt játszott ( a film másik központi figuráját Oleg Zsakov játssza). Grigorij Csuhraj véleménye szerint Sztrizsenov nem kapott igazán neki való szerepeket és jó rendezőket sem. Az 1980-as évek közepétől már alig állt kamera elé. 2000-ben főszerepet játszott egy fiatal rendező munkájában: a Helyettem  orosz származású angol milliomosa hajóutat tesz a Volgán gyermekkora kisvárosa felé, de tolószékhez van kötve, ezért szerződést köt egy fiatal rendezővel, hogy az kívánságait teljesítse. 
Sztrizsenov önérzetes, nehezen „kezelhető” színész hírében állt. Fénykorában megengedte magának, hogy otthagyjon egy-egy forgatást vagy visszautasítson szerepeket. Ez történt Lev Tolsztoj regénye, a Háború és béke filmváltozatának előkészületeinél is, amikor nem fogadta el Szergej Bondarcsuk rendező felkérését Bolkonszkij herceg szerepére. Az ügyben még Jekatyerina Furceva akkori kulturális miniszterhez is behívatták, de hiába.

## Magánélet
- Első felesége (született Marina Alekszandrovna Bebutova) színésznő volt, akivel a Vihar Itália felett forgatásán ismerkedett meg, a film befejezésekor már össze is házasodtak. Bebutova fölvette férje nevét: Marianna Sztrizsenova. Házasságukból született lányuk, Natalja.
- Második felesége (Ljubov Vasziljevna Lifencova; első házassága után neve: Ljubov Vasziljevna Zemljanyikina) színésznő volt, fölvette férje nevét: Ljubov Sztrizsenova. 1974-ig maradtak együtt. Házasságukból született fiuk, Alekszandr Olegovics Sztrizsenov színész, filmrendező.
- Harmadik felesége (született Lionella Ivanovna Szkirda) színésznő volt, Sztrizsenov előtt kétszer házasodott. Második férje Ivan Pirjev rendező volt, akinek fölvette nevét (Lionella Pirjeva). Az esküvő után néhány hónappal Pirjev meghalt. Sztrizsenovval 1976-ban kötött házasságot, mely életre szólónak bizonyult. Fölvette új férje nevét: Lionella Sztrizsenova.

## Filmjei
- 1951 – Sportbecsület (Спортивная честь) – (Epizódszerep)
- 1955 – A bögöly / Vihar Itália felett (Овод) – (Ethel Lilian Voynich regénye alapján. R. Alekszandr Fajncimmer)
- 1955 – A mexikói (Мексиканец) – (Jack London műve alapján. R. Vlagyimir Kaplunovszkij)
- 1956 – A negyvenegyedik (Сорок первый) – (Lavrenyov novellája alapján. R. Grigorij Csuhraj)
- 1958 – Utazás három tengeren – Afanaszij Nyikityin, 1–2. rész (Хождение за три моря) – (Indiai-szovjet film)
- 1958 – A kapitány lánya (Капитанская дочка) – (Puskin kisregényéből. R. Vlagyimir Kaplunovszkij)
- 1959 – Fehér éjszakák (Белые ночи) – (Dosztojevszkij regényéből. R. Ivan Pirjev)
- 1959 – Kezedben az élet (В твоих руках жизнь) – (R. Nyikolaj Rozancev)
- 1960 – Északi történet (Северная повесть) – (Konsztantyin Pausztovszkij azonos című művéből. R. Jevgenyij Andrikanyisz)
- 1960 – Pique Dame (Пиковая дама) – (Operafilm Puskin / Csajkovszkij műve alapján. German [Sztrizsenov] zenei hangját a Nagy Színház tenorja, Zurab Andzsparidze szólaltatta meg. R. Roman Tyihomirov)
- 1961 – A párbaj (Дуэль) – (Csehov kisregényéből. R. Tatyjana Berezanceva, Lev Rudnyik)
- 1961 – A gyáva (Трус) – (Csehszlovák film)
- 1962 – Looping (В мёртвой петле) – (Dovzsenko Filmstúdió)
- 1963 – Optimista tragédia (Оптимистическая трагедия) – (R. Szamszon Szamszonov)
- 1964 – A három nővér (Три сестры) – (Csehov drámájából, Tuzenbach báró szerepében. R. Szamszon Szamszonov)
- 1965 – Regényes élet / Harmadik ifjúság / A búcsú éjszakája (La Nuit des adieux / Третья молодость / П. И. Чайковский) – (Francia-szovjet filmen. R. Jean Dréville, Iszaak Menaker)
- 1966 – A nevűk azonos (Перекличка) – (Tadzsikfilm Stúdió. R. Danyiil Hrabrovickij)
- 1966 – Isten veled! (Прощай) – (Háborús film)
- 1968 – Robertnek hívták (Его звали Роберт) – (A robot és a tudós feltaláló kettős szerepében)
- 1969 – Akit nem lehet elítélni (Неподсуден) – (R. Vlagyimir Krsznopolszkij, Valerij Uszkov)
- 1970 – Kabuli küldetés, 1–2. rész (Миссия в Кабуле)
- 1972 – Föld, poste restante (Земля, до востребования) – (Háborús film. R. Venyiamin Dorman)
- 1974 – Boldogság tündöklő csillaga (Звезда пленительного счастья) – (Romantikus történelmi film, címe egy Puskin-verssor. R. Vlagyimir Motil)
- 1975 – Az utolsó áldozat (Последняя жертва) – (Főszerep A. N. Osztrovszkij azonos című színművének filmváltozatában)
- 1978 – Karl Marx. Fiatal évek (Карл Маркс. Молодые годы) – (Szovjet-NDK életrajzi film. R. Lev Kulidzsanov)
- 1980 – I. Péter ifjúsága (Юность Петра) – (Szovjet-NDK film Alekszej Tolsztoj I. Péter című regényéből. R. Szergej Geraszimov)
- 1983 – Megsemmisítést elkezdeni! (Приступить к ликвидации) – (Főszerep, rendőrezredes)
- 1985 – Novgorod Nagyságos Úr (Господин Великий Новгород) – (Háborús film. R. Alekszej Szaltikov)
- 1986 – Kedvenc bohócom (Мой любимый клоун)
- 1987 – Az akció (Акция) – (Háborús film)
- 1987 – Szigorúan bizalmas (Оглашению не подлежит) – (Polgárháborús film)
- 2000 – Helyettem (Вместо меня) – (R. ifj. Vlagyimir Baszov)
- 2004 – Öt csillag (Пять звёзд) – (Főszerep. Ukrán produkció)